# American Top 40
American Top 40 (также его ещё обычно сокращённо называют «AT40») — независимое международное радиошоу, которое в настоящее время ведёт Райан Сикрест. Каждую неделю 40 песен, которые больше всех игрались на американских радиостанциях, а также набравших наибольшее количество голосов на официальном веб-сайте программы, отсчитываются в обратном порядке (от сорока до одного). В настоящее время программа транслируется во множестве стран, включая США, Канаду, несколько европейских стран, и Австралию. В России American Top 40 транслировалось с июля 2002 по ноябрь 2003 года на радио «Монте-Карло».

## История

### 1970—1988: Первая эпоха Кейси Кейсема
Радиошоу стартовало 4 июля 1970 года под руководством Watermark Inc. (который впоследствии был куплен компанией ABC Radio Networks). Вёл шоу Кейси Кейсем, программа первоначально длилась три часа, в течение которых в обратном порядке отсчитывались 40 лучших песен хит-парада Billboard's Hot 100 Singles chart. Шоу быстро обрело популярность и с 7 октября 1978 программа увеличилась до 4 часов, когда большинство радиостанции стали крутить более длинные песни. В начале 80-х шоу можно было услышать более чем на 500 радиостанциях только в Соединённых Штатах.

### 1988—1995: эпоха Шадо Стивенса
В 1988 году Кейси покинул шоу по окончании контракта с ABC. Его заключительное шоу вышло в эфир 6 августа 1988 года. Что интересно, в течение всего шоу Кейси ни разу не подал намёка на то, что предвидятся какие-то изменения.
Кейси Кейсема заменил Шадо Стивенс, первое шоу которого вышло в эфир 13 августа 1988 года. Годом позже Кейсем ушёл на Westwood One, самую большую радиосеть в США, где начал вести конкурирующую программу Casey’s Top 40. Многие почитатели AT40 были расстроены уходом Кейсема, и рейтинг American Top 40 резко упал в пользу Casey’s Top 40 почти сразу как только это радиошоу появилось в начале 1989-го. В попытке отвоевать аудиторию в шоу добавили несколько новых дополнений, например, интервью с артистами, музыкальные новости, top 5 ретроспективных хитов, а также обзор будущих потенциальных хитов («AT40 Sneak Peek»).
Casey’s Top 40 был основан на хит-параде Contemporary Hit Radio/Pop tracks chart журнала Radio & Records, который также был источником и для Rick Dees' Weekly Top 40.
В Московском эфире программа «Casey’s Top 40» была представлена в сокращённом варианте и называлась «USA TOP 20». Программа транслировалась в вечернем эфире Первого канала Общесоюзного радио, а также на радиостанции "Юность" с 10 февраля 1990 по 28 ноября 1992 года. В 1992—1993 годах «Casey’s Top 40» по субботам звучала в утреннем эфире на радио «Максимум» 103,7 FM.
American Top 40 был временно отменён в США в июле 1994 года, когда владелец ABC забрал шоу и приобрёл права на Rick Dees Weekly Top 40. Шоу также было отменено на всех остальных радиостанциях мира 28 января 1995 года. Вместо него в эфире появилось похожее по формату The World Chart Show (которое до сих пор играется на радиостанциях).

### 1998—2003: American Top 40 возвращается: вторая эпоха Кейси Кейсема
American Top 40 вернулся 28 марта 1998 года, когда Кейси Кейсем предложил Westwood One переименовать «Casey’s Top 40» в «American Top 40», то есть выкупить права на имя у ABC, так как AT40 под руководством Стивенса не транслировались уже четыре года. Westwood One отказались, и тогда Кейсем ушёл, забрав AT40 в новое объединение AM/FM Radio.
Восстановленный American Top 40 использовал данные Radio and Records CHR/Pop chart ранее используемые для «Casey’s Top 40» и использовались в шоу большую часть этого периода вещания. Единственным исключением был небольшой период с октября 2000 по август 2001, когда использовались данные малоизвестной Mediabase. Этот чарт имел такое сомнительное правило, благодаря которому каждую неделю песни могли ичезнуть из чарта даже если на прошлой неделе они были на 10 месте. Кейсем также вёл два других шоу, которые базировались на Radio & Records soft and hot adult contemporary charts. Оба шоу были известны под названием American Top 20 или коротко AT20.
С января 2001 по декабрь 2002 года многие радиостанции стали повторять программы 1980—1988 годов по заголовком «Ретроспектива American Top 40». Первые недели шоу занимало, как и оригинал, четыре часа эфирного времени, но спустя полтора месяца шоу сократилось до трёх часов. Хотя «Ретроспектива American Top 40» прекратилась в декабре 2002, радиостанции WMMX в Дейтоне, Огайо и KQQL в Миннеаполисе — Сейнт Пол продолжили вещать «Ретроспективу American Top 40» по субботам утром. (Повторные выпуски AT40 также вещаются по спутниковому радио XM, об этом ниже.)

### 2004-наши дни: эпоха Райана Сикреста
10 января 2004 года Райан Сикрест взялся вести American Top 40 вместо Кейси Кейсема, который, впрочем, продолжил вести American Top 20 и American Top 10. Со сменой ведущего American Top 40 подвергся серьёзным изменениям, изменились джинглы и было введено несколько новых рубрик. В начале шоу теперь игралась песня #1 прошлой недели, добавились рубрики новостей и слухов, обзора фильмов, рубрика «AT40 Breakout» в которой играется песня, которая должна взорвать чарт в ближайшие недели, «Request Line», в которой Райан Сикрест играет песню по запросам слушателей, «Double Play», предыдущий хит только что прослушанного исполнителя, и «AT40 Rewind», песня, популярная десять или меньше лет назад.
Также шоу теперь использовало новые данные для чарта, который теперь не использовал правила повторения. В самом первом шоу с Райаном Сикрестом это привело к тому, что некоторые старые песни, исключённые из таблицы несколько недель назад снова вернулись в чарт спустя много недель. Это означало, что песни могли провести в чарте больше года, после того, как они получили статус повторения в других публикуемых чартах. Песня «Here Without You» группы 3 Doors Down установила рекорд пребывания в чарте в 2004 году, пробыв в чарте 50 недель до окончательного вылета. В 2006 году «Scars» группы PapaRoach чуть было не побил этот рекорд. American Top 40 также стал более интерактивным благодаря онлайновому и e-mail голосованию.
American Top 40 в настоящее время продюсируют и проектируют Claudine Cazian и Sal Cocio. Есть две версии American Top 40, которые ведёт Райан Сикрест. Одна для станций формата CHR/Pop и другая для станций формата Hot AC.